# مونیتور پارا
مونیتور پارا (به انگلیسی: Brazilian monitor Pará) یک کشتی بود که طول آن ۳۹ متر (۱۲۷ فوت ۱۱ اینچ) بود. این کشتی در سال ۱۸۶۷ ساخته شد.